# Аверс (футбольный клуб)
«Аверс» (укр. Аверс) — украинский футбольный клуб из города Бахмач Черниговской области. Проводил домашние матчи на стадионе «Колос».

## История
Клуб был основан в начале 90-х годов XX века, под названием «Агросервис». В сезоне 1992/93 команда дебютировала в любительском чемпионате Украины. В 1993 году «Агросервис» стал бронзовым призёром чемпионата Черниговской области, а в сезоне 1993/94 стал третьим в своей группе чемпионата Украины среди любителей, повторив этот успех в следующем году. В 1996 году клуб был переименован в «Аверс» и перед началом сезона 1997/98 был заявлен для участия во второй лиге. Дебютную игру на профессиональном уровне команда провела 31 июня 1997 года, в Донецке сыграв вничью с местным «Шахтёром-2» со счётом 1:1, первый гол «Аверса» во второй лиге забил Владимир Цивчик. Чуть ранее команда дебютировала в Кубке Украины, где, стартовав с наинизшей стадии, смогла дойти до 1/32 финала, последовательно пройдя конотопский «Славянец», роменский «Электрон» и ФК «Петровцы». В чемпионате клуб стартовал с двух ничьих и одной победы в семи турах, однако уже в сентябре 1997 года команда была снята с турнира и расформирована, результаты матчей с её участием были аннулированы.

## Достижения
- Чемпионат Черниговской области
  - Серебряный призёр: 1996
  - Бронзовый призёр: 1993
- Любительский чемпионат Украины
  - 3-е место (2): 1993/94 (группа 3), 1994/95 (группа 3)

## Выступления в чемпионатах Украины
Всего во второй лиге «Аверс» провёл 6 матчей в которых трижды проиграл, дважды сыграл вничью и одержал одну победу (в игре против «Нерафы» из Славутича). В матче против донецкого «Металлурга-2» команде было засчитано техническое поражение. В общей сложности, до снятия с чемпионата клуб набрал 5 очков, забил 2 и пропустил 9 голов. На протяжении выступлений во второй лиге главным тренером клуба был Владимир Спиридонов